# Jumet
Jumet település a belgiumi Hainaut tartományban található Charleroi város része. A települést, amelynek területe 12,47 km² és lakossága kb. 24 000 fő. 1977-ben vonták össze a közeli nagyvárossal. Az összevonást megelőzően területét tekintve Jumet volt a legnagyobb, önálló önkormányzattal rendelkező település Belgiumban.

## Története
A város, amely a Bavay-Köln közötti út egyik állomása volt, már a római időkben is lakott település volt. Számos villa maradványát tárták fel, közöttük egy bizonyos "Jimiacus" centurióét, akiről a település a nevét kapta.

## Gazdaság
A városban leginkább az üvegipar települt meg, a belga BBR cégnek egy palackgyártó üzeme települt meg.

## Folklór
Jumet leginkább a "Tour de la Madeleine"-ről ismert, amely egyszerre vallási körmenet, piac és népünnepély. Az ünnepségek során több ezer, katonai jelmezekbe öltözött résztvevő, az ún. figurants vonul fel a város utcáin a június 22-éhez legközelebb eső vasárnapon.